# Samoniny
Samoniny (Duits: Samonienen; 1938-1945: Klarfließ) is een plaats in het Poolse woiwodschap Ermland-Mazurië, in het district Gołdap. De plaats maakt deel uit van de stad- en landgemeente Gołdap.